# Clappova

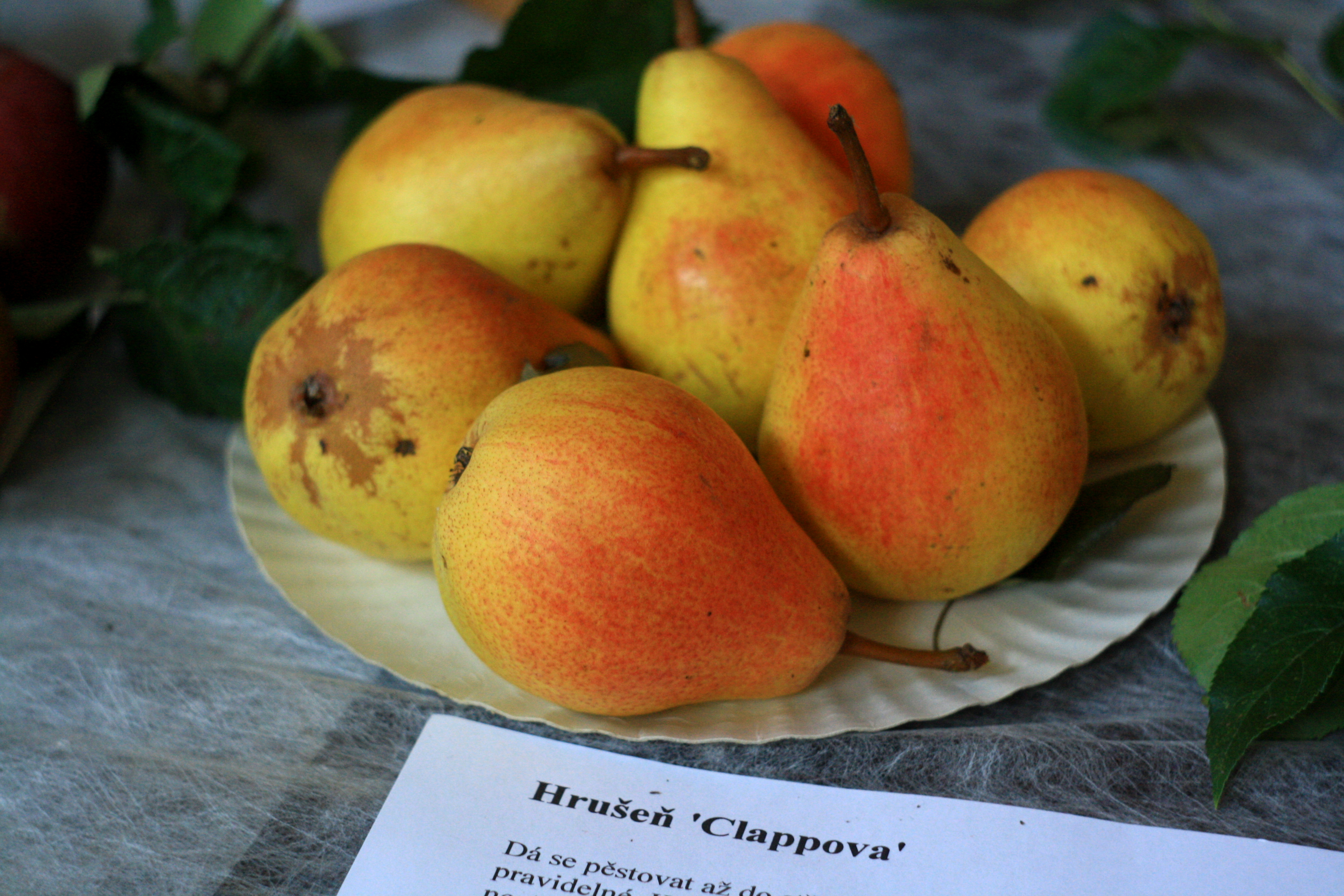
Hrušeň Clappova

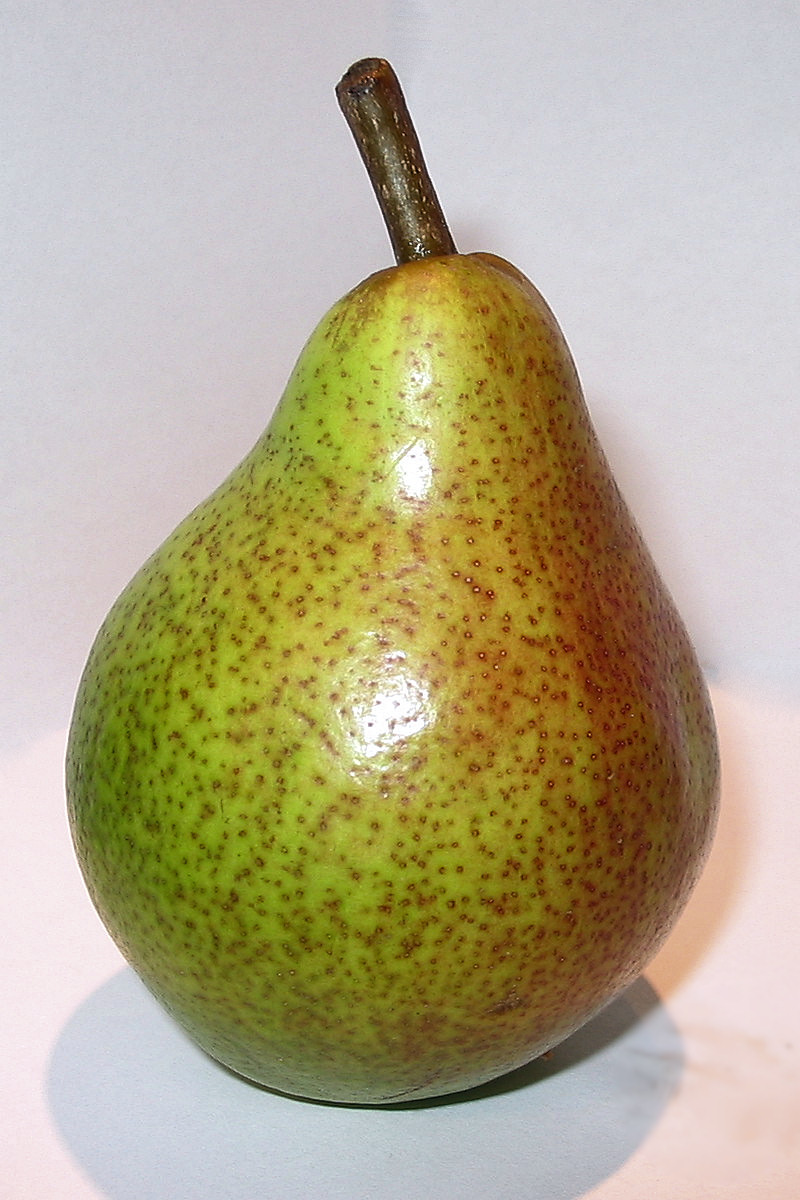

Clappova (Pyrus communis 'Clappova') je ovocný strom, kultivar druhu hrušeň obecná z čeledi růžovitých. Plody jsou řazeny mezi odrůdy letních hrušek, sklízí se v srpnu, nedozrálá, dozrává během srpna. K pravidelné plodnosti je nezbytná probírka plůdků.

## Historie

### Původ
Byla vypěstována jako semenáč odrůdy 'Hájenka' v USA v roce 1860 na zahradě Th. Clappa.

## Vlastnosti
Odrůda je cizosprašná. Vhodnými opylovači jsou odrůdy Konference, Pařížanka, Williamsova, Charneuská, Boscova lahvice. Je dobrým opylovačem.

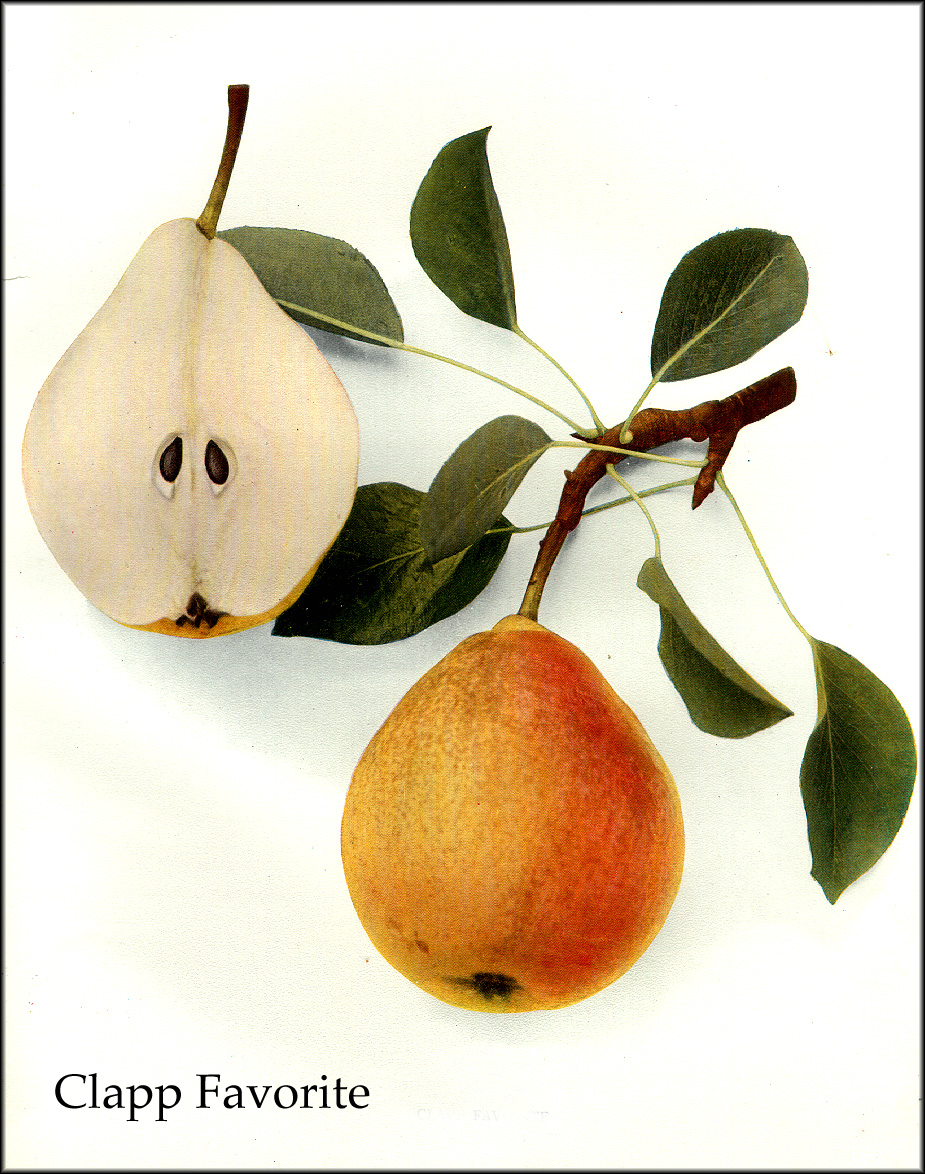

### Růst
Růst odrůdy je bujný, později slabší. Habitus koruny je pyramidální. Tvoří středně velké koruny.

## Plodnost
Plodí brzy, hojně a s probírkou plodů i pravidelně.

## Plod
Plod je kuželovitý, velký. Slupka hladká, žlutozeleně, později žlutě zbarvená s červeným líčkem. Dužnina je žlutobílá, vynikající chuti.

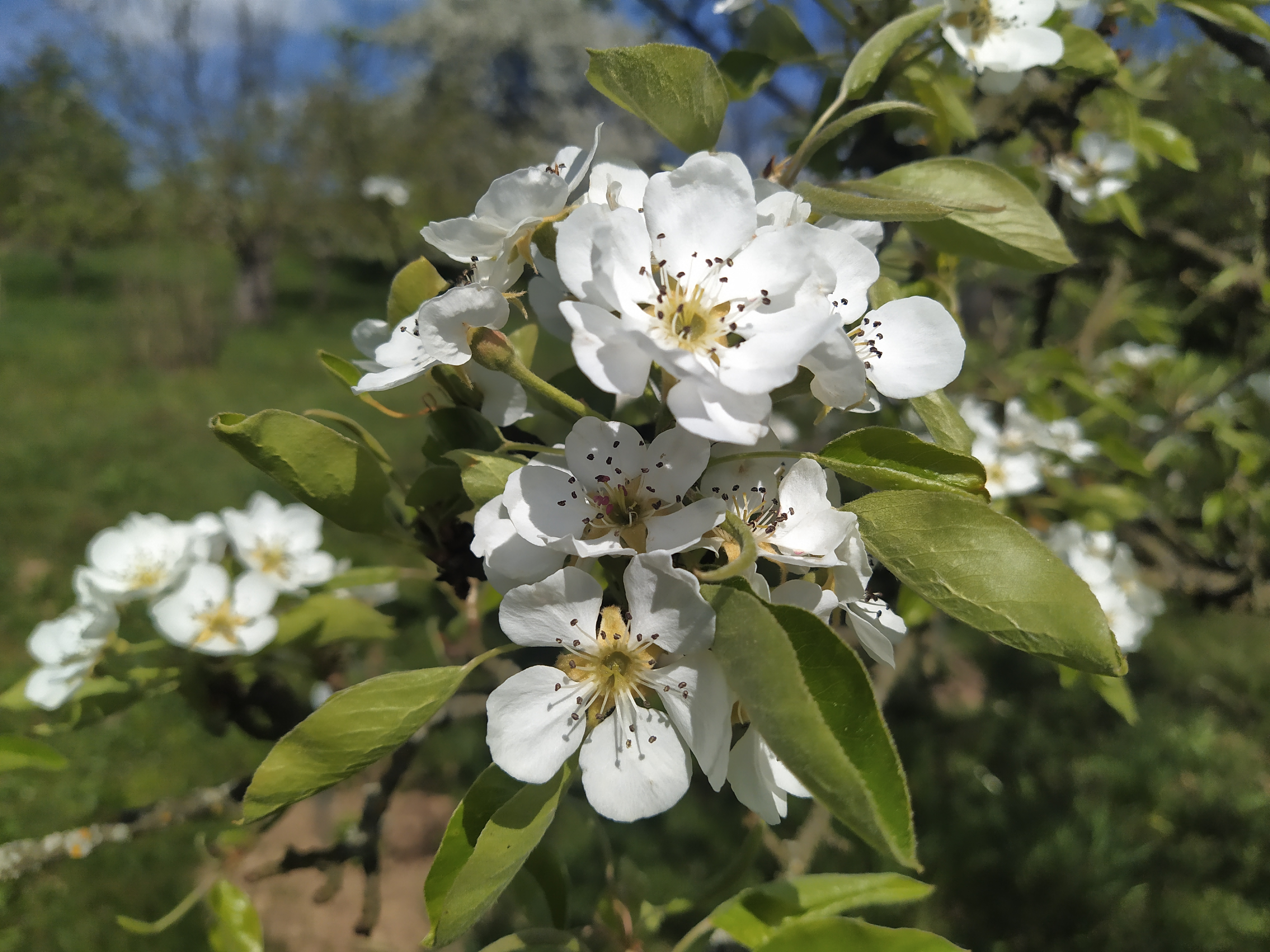
Květy hrušně odrůdy Clappova

Zdravotní stav: proti mrazu ve dřevě a v květu je středně odolná, strupovitostí je ve vlhčích oblastech napadána. 

## Choroby a škůdci
Odrůda je náchylnou k strupovitosti ale je středně odolná ke rzivosti. Stejně jako ostatní odrůdy není odolná proti spále.

## Použití
Odrůdu lze použít do všech poloh, i pro hlinité půdy.

## Mutace

### Clappova červená
Je mutace objevená roku 1939 ve státě Michigan a šířená pod anglickými názvy Red Clapp nebo Starkrimson.

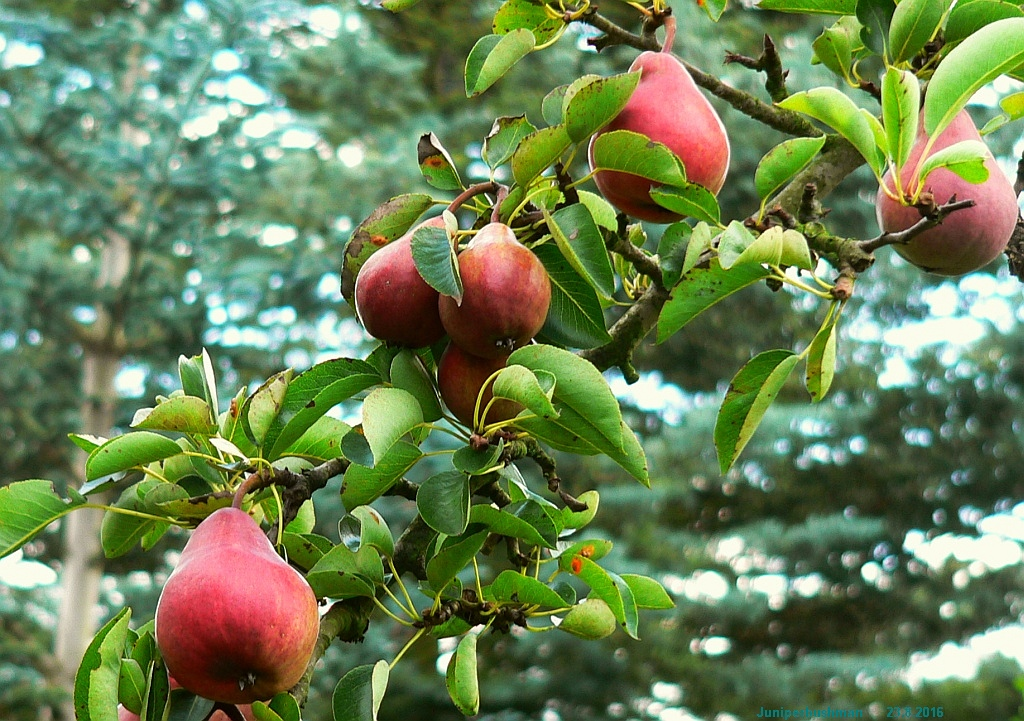
Dozrávající plody hrušně Clappova červená

Od původní odrůdy se liší výrazně sytě červenými až fialovými trochu menšími plody s pevnější slupkou. Krémová dužina plodů je výrazně sladká a aromatická. Plody dozrávají několik dnů po původní odrůdě. Tato mutace je méně vzrůstná a vyžaduje teplejší polohu s kvalitní půdou.